# Aartsbisdom Colombo

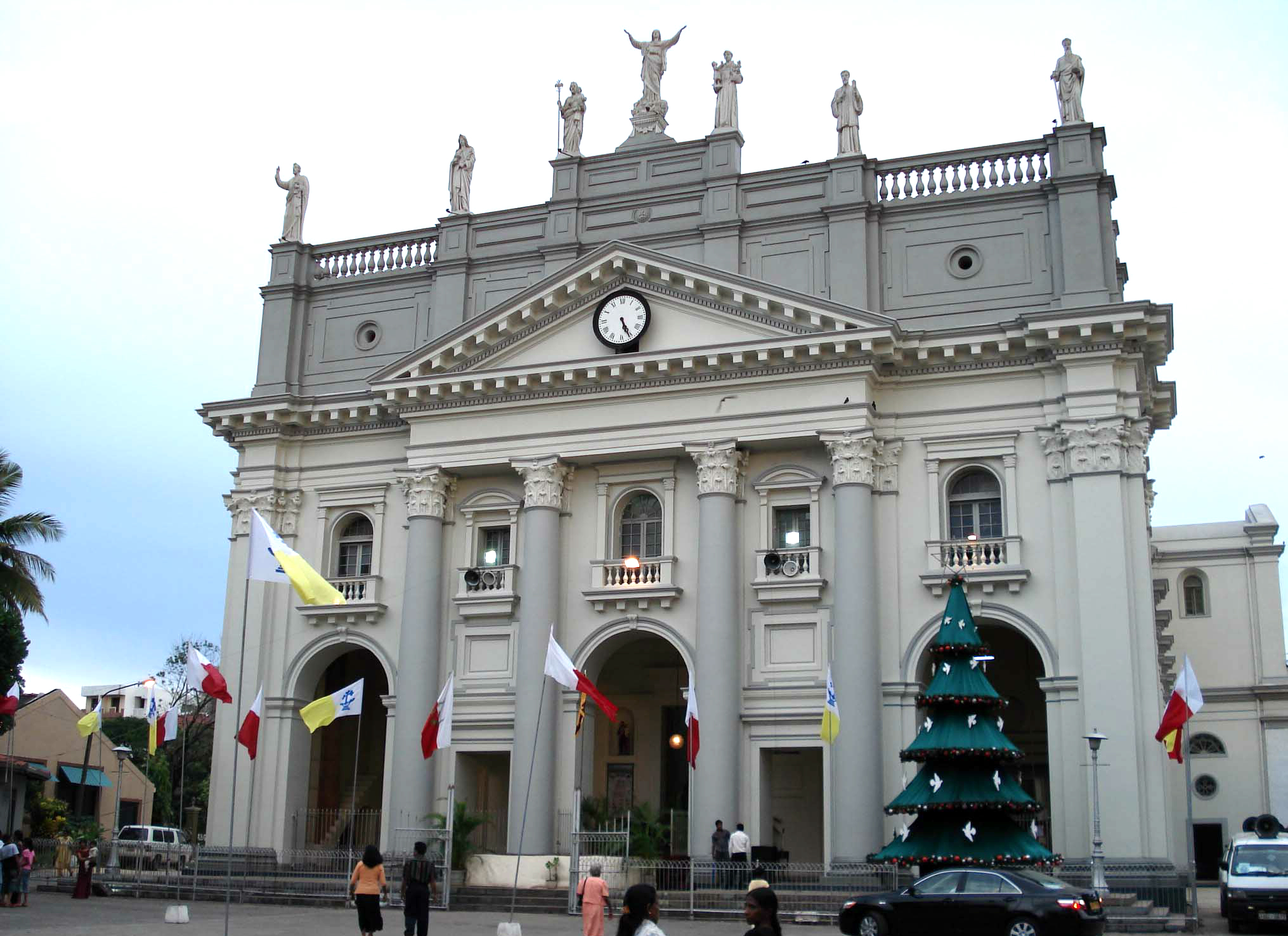
Sint-Luciakathedraal in Colombo

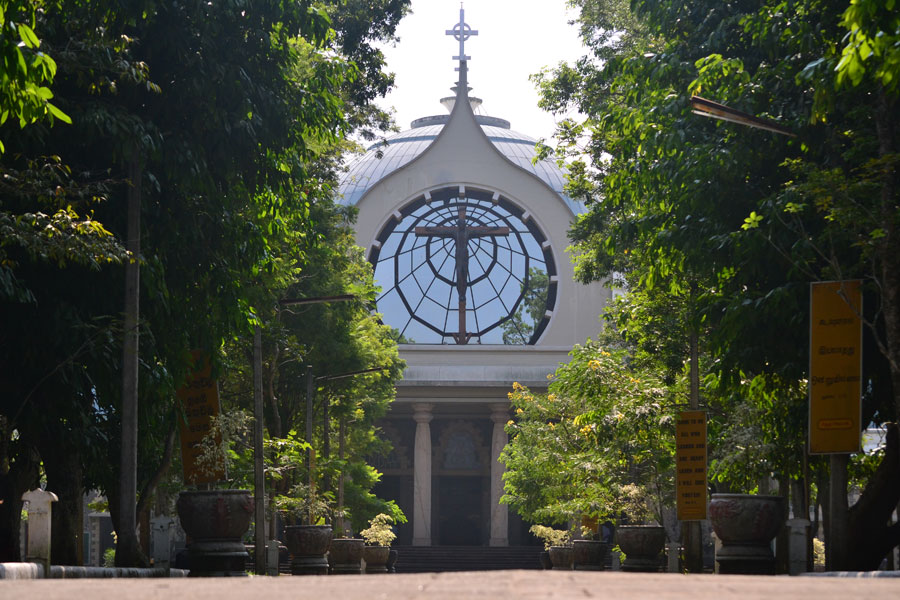
Nationale Basiliek van Tewatte buiten Colombo

Het aartsbisdom Colombo (Latijn: Archidioecesis Columbensis) is een rooms-katholiek aartsbisdom in Sri Lanka met als zetel Colombo. De kerkprovincie komt overeen met de landsgrenzen. De aartsbisschop van Colombo is kardinaal Albert Malcolm Ranjith Patabendige Don.
Het aartsbisdom is ontstaan uit het bisdom Ceylon dat in 1834 werd opgericht. In 1845 kreeg het de naam bisdom Colombo. In 1886 werd Colombo verheven tot een aartsbisdom en de eerste aartsbisschop was Christophe-Ernest Bonjean, O.M.I.. De eerste aartsbisschoppen waren allen Franse oblaten. Colombo heeft elf suffragane bisdommen die samen de kerkprovincie Sri Lanka vormen:
- Bisdom Anuradhapura
- Bisdom Badulla
- Bisdom Batticaloa
- Bisdom Chilaw
- Bisdom Galle
- Bisdom Jaffna
- Bisdom Kandy
- Bisdom Kurunegala
- Bisdom Mannar
- Bisdom Ratnapura
- Bisdom Trincomalee

In 2016 telde het aartsbisdom 130 parochies. Het bisdom heeft een oppervlakte van 3.434 km² en telde in 2016 6.134.000 inwoners waarvan 11% rooms-katholiek was. Dat is meer dan het nationale gemiddelde van 6%.

## Aartsbisschoppen
- Christophe-Ernest Bonjean, O.M.I. (1883 (als bisschop) -1892)
- André-Théophile Mélizan, O.M.I. (1893-1905)
- Antoine Coudert, O.M.I. (1905-1929)
- Pierre-Guillaume Marque, O.M.I. (1929-1937)
- Jean-Marie Masson, O.M.I. (1938-1947)
- Thomas Benjamin Cooray, O.M.I. (1947-1976)
- Nicholas Marcus Fernando (1977-2002)
- Oswald Gomis (2002-2009)
- Albert Malcolm Ranjith Patabendige Don (2009-)

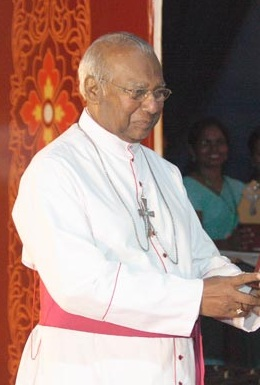
Oswald Gomis
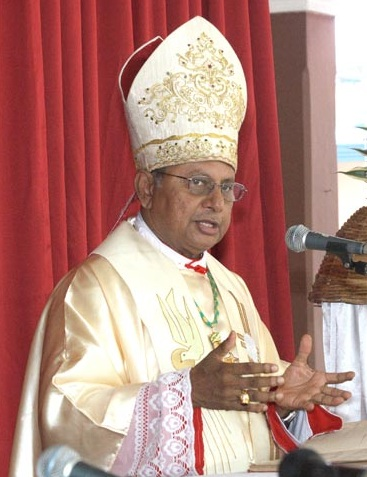
Albert Malcolm Ranjith Patabendige Don